# Красноватая совка
Красноватая совка (лат. Otus rufescens) — вид птиц рода совки семейства совиных.

## Подвиды
Международный союз орнитологов выделяет два подвида:
- O. r. malayensis Hachisuka, 1934
- O. r. rufescens (Horsfield, 1821)

## Описание
Данная птица имеет длину от 15 до 18 см, массу от 70 до 83 г. Светлая морфа имеет красновато-коричневый верх с яркими красновато-желтыми пятнами. Нижняя часть тела от желтовато-коричневого до тускло-желтого с несколькими пятнами. Темная морфа имеет более темный коричневый сверху и снизу. Глаза от каштанового до янтарно-коричневого, клюв желтовато-белый. Довольно длинные ноги оперены почти до основания желтоватых пальцев.

## Питание и вокализация
Их диета состоит из насекомых, особенно кузнечиков, а также крабов. Она издает высокие, слегка пронзительные крики, которые повторяются с интервалом примерно в десять секунд.